# Asenovtsi
Asenovtsi (bulgariska: Асеновци) är ett distrikt i Bulgarien.   Det ligger i kommunen Obsjtina Levski och regionen Pleven, i den centrala delen av landet, 160 kilometer öster om huvudstaden Sofia.
Trakten runt Asenovtsi består till största delen av jordbruksmark. Runt Asenovtsi är det ganska glesbefolkat, med 22 invånare per kvadratkilometer.